# لجنة الانتخابات في بونتلاند
لجنة الانتخابات في بونتلاند (PEC) هي هيئة حكومية بولاية بونتلاند المتمتعة بالحكم الذاتي في شمال شرق الصومال، عملت اللجنة منذ تأسيسها عام 2012 على التحول التدريجي من النظام البرلماني والانتخابات غير المباشرة إلى الانتخابات المتعددة الأحزاب.

## قيادة اللجنة
- محمد حسن بري (2012 - 2016)[5][6][7][8]
- أحمد محمد علي كيسمايو (2016 - 2017)[9][10]
- عبد الرحمن ديري شوقي (2017 - 2019)[11][12]
- جوليد صالح بري (2019 - 2022)[13][14]
- عبد الرزاق أحمد سعيد (2022 - 2023)[15][16]
- فؤاد أبشر أدير (2023 - الآن)[17]